# مانوک وارطانیان
مانوک رازمیکی وارطانیان (Մանուկ Ռազմիկի Վարդանյան؛ زادهٔ ۱۶ مارس ۱۹۶۱) یک سیاستمدار اهل ارمنستان است که از تاریخ ۱۵ ژانویه ۲۰۱۰ تا تاریخ ۱۶ ژوئن ۲۰۱۲ در دولت تیگران سارگسیان سمت وزیر ترابری و ارتباطات ارمنستان را برعهده داشت.

## زندگینامه
در ۱۶ مارس ۱۹۶۱ در گیومری به دنیا آمد .